# Coppa del Mobilio
La Coppa del Mobilio  est une course cycliste italienne disputée au mois d'octobre autour de Ponsacco, en Toscane. Créée en 1953, cette compétition se déroule sur un format particulier avec une première épreuve en ligne qualificative le matin puis un contre-la-montre l'après-midi, qui est réservé aux quinze premiers coureurs classés de la course en ligne,. Elle est organisée par l'ASD Ciclistica Mobilieri Ponsacco.  
La Coupe fait partie du calendrier national de la Fédération cycliste italienne. 

## Palmarès

### Course en ligne
| Année | Vainqueur             | Deuxième                 | Troisième          |
| ----- | --------------------- | ------------------------ | ------------------ |
| 1953  | Mario Ciabatti        | Luigi Gori               |                    |
| 1954  | Romani Bani           | Ottavio Biasci           |                    |
| 1955  | Sante Ranucci         | Nedo Fagni (it)          |                    |
| 1956  | Giuseppe Pardini (it) | Gino Vignolo             |                    |
| 1957  | Enrico Paoletti       | Lorenzo Cortesi          |                    |
| 1958  | Augusto Cioni         | Bruno Mealli             | Giancarlo Giusti   |
| 1959  | Livio Trapè           | Rollando Picchiotti (en) |                    |
| 1960  | Livio Trapè           | Severino Angella         |                    |
| 1961  | Guido Neri            | Giancarlo Giusti         |                    |
| 1962  | Pasquale Fabbri       | Carlo Storai             |                    |
| 1963  | Giuliano Amerini      | Lorenzo Lorenzi          |                    |
| 1964  | Antonio Albonetti     | Omero Meco               |                    |
| 1965  | Alberto Mazzoni       | Mario Mancini            |                    |
| 1966  | Renzo Rossi           | Primo Mori               |                    |
| 1967  | Mauro Simonetti       | Sergio Tendola           |                    |
| 1968  | Umberto Mantovani     | Alessandro Monucci       |                    |
| 1969  | Mauro Simonetti       | Umberto Tozzi            |                    |
| 1970  | Paolo Gualazzini      | Jorio Grulli             |                    |
| 1971  | Giuseppe Perletto     | Bruno Ruggenini          |                    |
| 1972  | Giampaolo Flamini     | Bruno Ruggenini          |                    |
| 1973  | Paolo Guarnieri       | Phil Edwards             |                    |
| 1974  | Phil Edwards          | Franco Conti             |                    |
| 1975  | Ernesto Bisacchi      | Palmiro Masciarelli      |                    |
| 1976  | Antonio Bonini        | Gianluigi Zanuel         |                    |
| 1977  | Vincenzo De Caro (it) | Bernardi                 |                    |
| 1978  | Gianni Giacomini      | Ivano Maffei             |                    |
| 1979  | Maurizio Bidinost     | Luigi Trevellin          |                    |
| 1980  | Emanuele Bombini      | Luigi Trevellin          |                    |
| 1981  | Silvestro Milani      | Antonio Solferini        |                    |
| 1982  | Erminio Olmati        | Mario Saccani            |                    |
| 1983  | Micol Gianelli        | Luigi Ferrari            |                    |
| 1984  | Fabio Patuelli        | Fabrizio Vannucci        |                    |
| 1985  | Roberto Ciampi        | Franco Ballerini         |                    |
| 1986  | Mieczysław Karłowicz  | Morten Sæther            |                    |
| 1987  | Alessandro Baronti    | Roberto Pelliconi        |                    |
| 1988  | William Dazzani (it)  | Riccardo Biagini         |                    |
| 1989  | Mirko Bruschi         | Paolo Morandi            |                    |
| 1990  | Sergio Dal Col        | Walter Zini              |                    |
| 1991  | Nicola Miceli         |                          |                    |
| 1992  | Ivan Cerioli (it)     | Flavio Milan             |                    |
| 1993  | Roberto Pistore       | Alessandro Baronti       |                    |
| 1994  | Simone Zucchi         | Stefano Dante            |                    |
| 1995  | Massimo Apollonio     | Stefano Mancini          |                    |
| 1996  | Enrico Cassani        | Diego Ferrari            |                    |
| 1997  | Raivis Belohvoščiks   | Leonardo Scarselli       |                    |
| 1998  | Marco Madrucci        | Sergei Borodoulin        | Stefano Farnetani  |
| 1999  | Luca Barattero        | Francesco Cipolletta     |                    |
| 2000  | Alberto Loddo         | Daniele Bennati          |                    |
| 2001  | Vladimiro Tarallo     | Giulio Tomi              |                    |
| 2002  | Mattia Gavazzi        | Mauro Busato             |                    |
| 2003  | Mattia Gavazzi        | Giulio Tomi              |                    |
| 2004  | Vincenzo Nibali       | Mattia Gavazzi           |                    |
| 2005  | Andrei Kunitski       | Gianluca Maggiore        | Vasil Kiryienka    |
| 2006  | Fabrizio Amerighi     | Francesco Reda           | Alex Crippa        |
| 2007  | Bernardo Riccio       | Matteo Busato            | Manuel Belletti    |
| 2008  | Jacopo Guarnieri      | Pierpaolo De Negri       | Elia Viviani       |
| 2009  | Andrea Piechele       | Alexey Tsatevitch        | Pierpaolo De Negri |
| 2010  | Giacomo Nizzolo       | Alexey Tsatevitch        | Alexander Zhdanov  |
| 2011  | Filippo Fortin        | Simone Fruini            | Michel Fruzzetti   |
| 2012  | Alberto Bettiol       | Marlen Zmorka            | Carmelo Pantò      |
| 2013  | Nicola Toffali        | Davide Martinelli        | Stefano Debellis   |
| 2014  | Simone Consonni       | Davide Martinelli        | Damiano Cima       |
| 2015  | Marco Bernardinetti   | Marlen Zmorka            | Pierpaolo Ficara   |
| 2016  | Mirco Sartori         | Matteo Moschetti         | Tommaso Fiaschi    |
| 2017  | Umberto Marengo       | Jalel Duranti            | Federico Sartor    |
| 2018  | Filippo Bertone       | Riccardo Marchesini      | Andrea Scalvinoni  |
| 2019  | Lorenzo Friscia       | Alessandro Iacchi        | Victor Bykanov     |
| 2020  | Michele Gazzoli       | Cristian Rocchetta       | Federico Burchio   |
| 2021  | Matteo Baseggio       | Yaroslav Parashchak      | Gabriele Petrelli  |
| 2022  | Giosuè Epis           | Matteo Milan             | Cristian Rocchetta |
| 2023  | Tommaso Rigatti       | Alberto Bruttomesso      | Kyrylo Tsarenko    |
| 2024  | Lorenzo Magli         | Antonio Bonaldo          | Tommaso Nencini    |

### Contre-la-montre
| Année | Vainqueur             | Deuxième            | Troisième             |
| ----- | --------------------- | ------------------- | --------------------- |
| 1958  | Graziano Battistini   | Carlo Brugnami      |                       |
| 1959  | Livio Trapè           | Romeo Venturelli    |                       |
| 1960  | Gianpiero Pancini     | Franco Bitossi      |                       |
| 1961  | Guerrando Lenzi       | Romano Dal Canto    |                       |
| 1962  | Pasquale Fabbri       | Carlo Storai        |                       |
| 1963  | Lorenzo Lorenzi       | Giuliano Amerini    |                       |
| 1964  | Omero Meco            | Antonio Albonetti   |                       |
| 1965  | Claudio Michelotto    | Omero Meco          |                       |
| 1966  | Marcello Petrucci     | Alfio Poli          |                       |
| 1967  | Mauro Simonetti       | Siliano Ramagli     |                       |
| 1968  | Celestino Vercelli    | Umberto Mantovani   |                       |
| 1969  | Mauro Simonetti       | Wilmo Frangioni     |                       |
| 1970  | Giovanni Tonoli (it)  | Umberto Mantovani   |                       |
| 1971  | Bruno Ruggenini       | Marzio Mezzani      |                       |
| 1972  | Francesco Moser       | Giancarlo Foresti   |                       |
| 1973  | Serge Parsani         | Giampaolo Flamini   |                       |
| 1974  | ?                     |                     |                       |
| 1975  | Roberto Ceruti        | Palmiro Masciarelli |                       |
| 1976  | Gino Lori (en)        | Giuseppe Fatato     |                       |
| 1977  | Vincenzo De Caro (it) | Dante Morandi       |                       |
| 1978  | Gino Tigli            | Gianni Giacomini    |                       |
| 1979  | Maurizio Bidinost     | Raniero Gradi       |                       |
| 1980  | Ivano Maffei          | Juri Naldi          |                       |
| 1981  | Silvestro Milani      | Stefano Boni        |                       |
| 1982  | Roberto Pagnin        | Fabrizio Naldi      |                       |
| 1983  | Marco Giovannetti     | Franco Pica         |                       |
| 1984  | Rolf Sørensen         | Juri Naldi          |                       |
| 1985  | Marco Scandiuzzi      | Franco Ballerini    |                       |
| 1986  | Mieczysław Karłowicz  | Morten Sæther       |                       |
| 1987  | Stefano Della Santa   | Roberto Pelliconi   |                       |
| 1988  | William Dazzani (it)  |                     |                       |
| 1989  | Dimitri Zhdanov       | Klaus Kynde         |                       |
| 1990  | Mauro Consonni        | Sergio Dal Col      |                       |
| 1991  | Nicola Miceli         | Fabrizio Tarchini   |                       |
| 1992  | Alexander Gontchenkov | Luca Colombo        |                       |
| 1993  | Andrzej Sypytkowski   | Dario Andriotto     |                       |
| 1994  | Stefano Dante         | Fabrizio Guidi      |                       |
| 1995  | Massimo Apollonio     | Stefano Dante       |                       |
| 1996  | Davide Montanari      | Enrico Cassani      |                       |
| 1997  | Raivis Belohvoščiks   | Andrea Tonti        |                       |
| 1998  | Massimo Cigana (de)   | Sergei Borodoulin   | Massimiliano Giuliani |
| 1999  | Francesco Cipolletta  | Evgueni Petrov      |                       |
| 2000  | Roberto Lotti         | Sławomir Kohut      |                       |
| 2001  | Luca Barattero        | Lorenzo Bernucci    |                       |
| 2002  | Juri Alvisi           | Tomas Vaitkus       |                       |
| 2003  | Manuele Mori          | Yuri Stella         |                       |
| 2004  | Vincenzo Nibali       | Giovanni Visconti   |                       |
| 2005  | Vasil Kiryienka       | Boris Shpilevsky    | Fabrizio Amerighi     |
| 2006  | Boris Shpilevsky      | Fabrizio Amerighi   | Maksym Averin         |
| 2007  | Maksym Averin         | Stefano Borchi      | Gianluca Maggiore     |
| 2008  | Alessandro Malaguti   | Jacopo Guarnieri    | Carmelo Pantò         |
| 2009  | Leonardo Pinizzotto   | Marco Coledan       | Stefano Borchi        |
| 2010  | Marco Coledan         | Marco Bernardinetti | Alexander Zhdanov     |
| 2011  | Filippo Fortin        | Andrea Lupori       | Ivan Balykin          |
| 2012  | Marlen Zmorka         | Mattia Bucci        | Eugert Zhupa          |
| 2013  | Marlen Zmorka         | Davide Martinelli   | Stefano Verona        |
| 2014  | Davide Martinelli     | Marlen Zmorka       | Mirko Trosino         |
| 2015  | Marlen Zmorka         | Marco Bernardinetti | Stefano Verona        |
| 2016  | Jacopo Mosca          | Imerio Cima         | Marco Bernardinetti   |
| 2017  | Andrea Toniatti       | Jalel Duranti       | Nicholas Cianetti     |
| 2018  | Stefan de Bod         | Matteo Sobrero      | Michael Delle Foglie  |
| 2019  | Federico Molini       | Niccolò Ferri       | Diego Frignani        |
| 2020  | Luca Coati            | Antonio Tiberi      | Riccardo Bobbo        |
| 2021  | Martin Marcellusi     | Matteo Baseggio     | Gabriele Petrelli     |
| 2022  | Luca Coati            | Bryan Olivo         | Matteo Milan          |
| 2023  | Manlio Moro           | Kyrylo Tsarenko     | Giosuè Epis           |
| 2024  | Federico Iacomoni     | Tommaso Nencini     | Daan Hoeks            |